# Lista de bairros de Guarujá
Esta é uma lista de bairros de Guarujá, município brasileiro do estado de São Paulo.
Os bairros estão separados por região:
| Zona Leste                                    | Zona Centro                           |
| Balneário Guarujá                             | Pitangueiras                          |
| Balneário Mar Casado                          | Barra Funda                           |
| Balneário Praia do Perequê                    | Cachoeira Zona Sul                    |
| Balneário Praia do Pernambuco (segunda gleba) | Complexo Industrial Naval de Guarujá  |
| Balneário Praia do Pernambuco (recanto AZ)    | Jardim Astúrias                       |
| Balneário Prainha Branca                      | Jardim Guaiuba                        |
| Balneário Santa Fé                            | Loteamento Alexandre Migues           |
| Balneário Cidade Atlântica                    | Vila Luís Antônio                     |
| Jardim Acapulco                               | Tombo                                 |
| Jardim Acapulco II                            | Zona Oeste                            |
| Jardim Acapulco III                           | Jardim São José                       |
| Jardim Ana Maria                              | Jardim Santo Amaro                    |
| Jardim Belmar                                 | Jardim dos Pássaros                   |
| Jardim Centenário                             | Jardim Helena Maria                   |
| Jardim das Conchas                            | Jardim Primavera                      |
| Jardim Enseada                                | Jardim Santa Maria                    |
| Jardim J.B. Julião                            | Jardim São Manuel                     |
| Jardim Mar e Céu                              | Loteamento González                   |
| Jardim Praiano                                | Vila Santa Rosa III                   |
| Jardim Pernambuco I                           | Vila Funchal                          |
| Vila Júlia                                    | Vila Lígia                            |
| Jardim Pernambuco II                          | Santa Rosa                            |
| Jardim Santa Isabel                           | Vila Santa Rosa (primeira gleba)      |
| Jardim São Miguel (primeira gleba)            | Vila Santa Rosa (segunda gleba)       |
| Jardim Tejereba                               | Vila Santo Antônio                    |
| Jardim Três Marias (primeira gleba)           | Zona Norte/Norte                      |
| Jardim Três Marias (segunda gleba)            | Jardim Enguaguaçu — Esplanada Castelo |
| Jardim Virgínia                               | Jardim Santense — Vila Alice          |
| Jardim Vitória                                | Vila Cunhambebe                       |
| Morro do Mar Casado                           | Vila Itapema                          |
| Loteamento Marisol Marina                     | Parque Estuário                       |
| Loteamento Península                          | Zona Norte/Sul                        |
| Marina Canal Guarujá                          | Jardim Alvorada                       |
| Park Lane                                     | Jardim Conceiçãozinha                 |
| Parque Enseada                                | Jardim Brasil I                       |
| Penhasco das Tartarugas                       | Jardim Brasil II                      |
| Portal do Guarujá                             | Jardim Boa Esperança                  |
| Recanto das Tartarugas                        | Jardim Progresso                      |
| Santa Paula Melhoramentos                     | Jardim Monteiro da Cruz               |
| Sítio Iporanga                                | Vila Zilda                            |
| Sítio Taguaíba                                | Vila Edna                             |
| Guarujá Central Park                          | Vila Áurea                            |
| Sítio Palmeiras                               | Morrinhos                             |